# Homozigot
Quan es diu que un organisme és homozigòtic respecte a un gen específic, significa que té dues còpies idèntiques d'aquest gen per un tret donat en els dos cromosomes homòlegs (per exemple, un genotip és AA o aa). Aquestes cèl·lules o organismes s'anomenen homozigots.
Un genotip homozigot dominant sorgeix quan una seqüència determinada abasta dos al·lels per a l'atribut dominant (ex.: AA). Aquest al·lel, sovint anomenat "al·lel dominant", es representa normalment per la forma majúscula de la lletra utilitzada per al tret recessiu corresponent (com "P" per a l'al·lel dominant que produeix flors morades a les plantes de pèsol). Quan un organisme és homozigot - dominant per a un tret particular, el seu genotip es representa mitjançant una duplicació del símbol d'aquest tret, com ara "PP".
Un genotip homozigot recessiu sorgeix quan la seqüència abasta dos al·lels l'atribut recessiu (ex.: aa). Aquest al·lel, sovint anomenat "al·lel recessiu", es representa normalment per la forma minúscula de la lletra utilitzada per al tret dominant corresponent (com, en referència a l'exemple anterior, "p" per a l'al·lel recessiu que produeix flors blanques en pèsols). plantes). El genotip d'un organisme que és homozigot-recessiu per a un tret particular es representa mitjançant una duplicació de la lletra adequada, com ara "pp".